# Bomullsrondeller

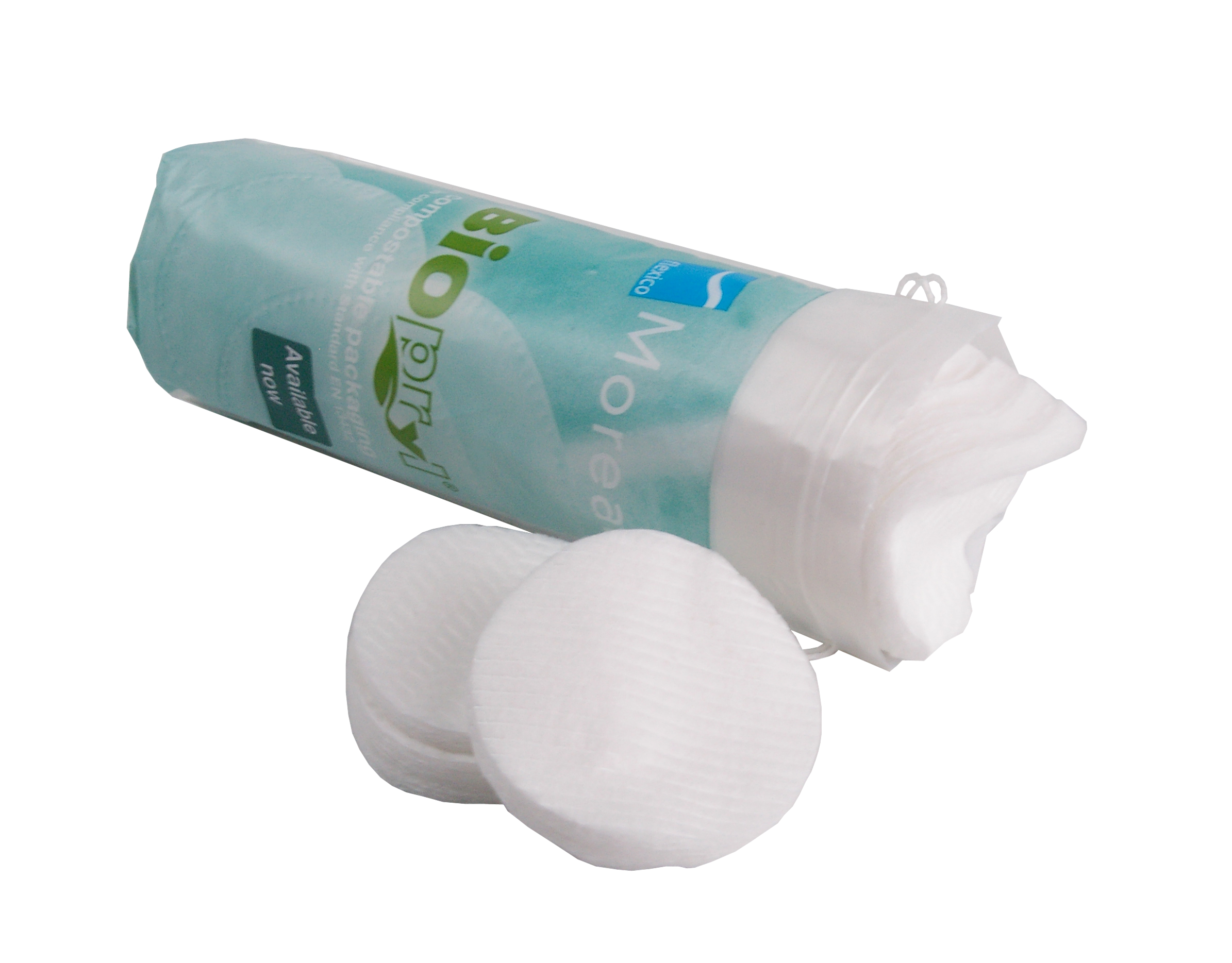
Bomullsrondeller.

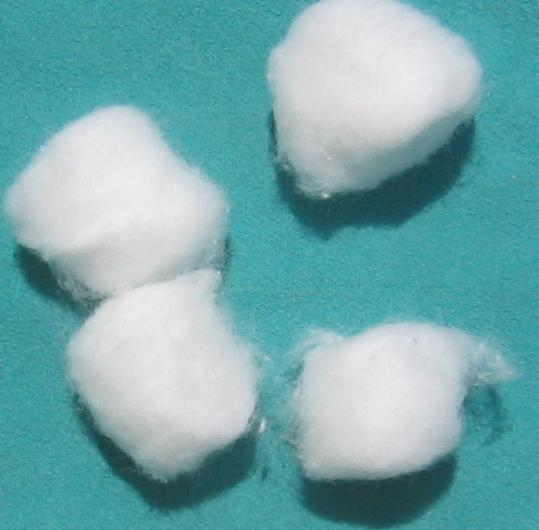
Bomullsbollar.

Bomullsrondeller är kuddar av bomull som används för medicinska eller kosmetiska ändamål. För medicinska ändamål används rondeller för att stoppa eller förhindra blödning från mindre stick, såsom injektioner. De kan säkras på plats med tejp. Bomullsrondeller används också i anläggandet och avlägsnandet av smink.